# Semnornis frantzii
Semnornis frantzii е вид птица от семейство Semnornithidae.

## Разпространение
Видът е разпространен в Коста Рика и Панама.